# 1880 en philosophie
Chronologie de la philosophie
- 1876
- 1877
- 1878
- 1879
- 1880
- 1881
- 1882
- 1883
- 1884

L’année 1880 a été marquée, en philosophie, par les événements suivants :

## Publications
- Le Droit à la paresse, de Paul Lafargue.

## Naissances
- 3 avril : Otto Weininger, philosophe autrichien, mort en 1903.
- 29 mai : Oswald Spengler, philosophe allemand, mort en 1936.

## Décès
- 31 décembre : Arnold Ruge, philosophe allemand, né en 1802, mort à 78 ans.